# Nuri Bilge Ceylan

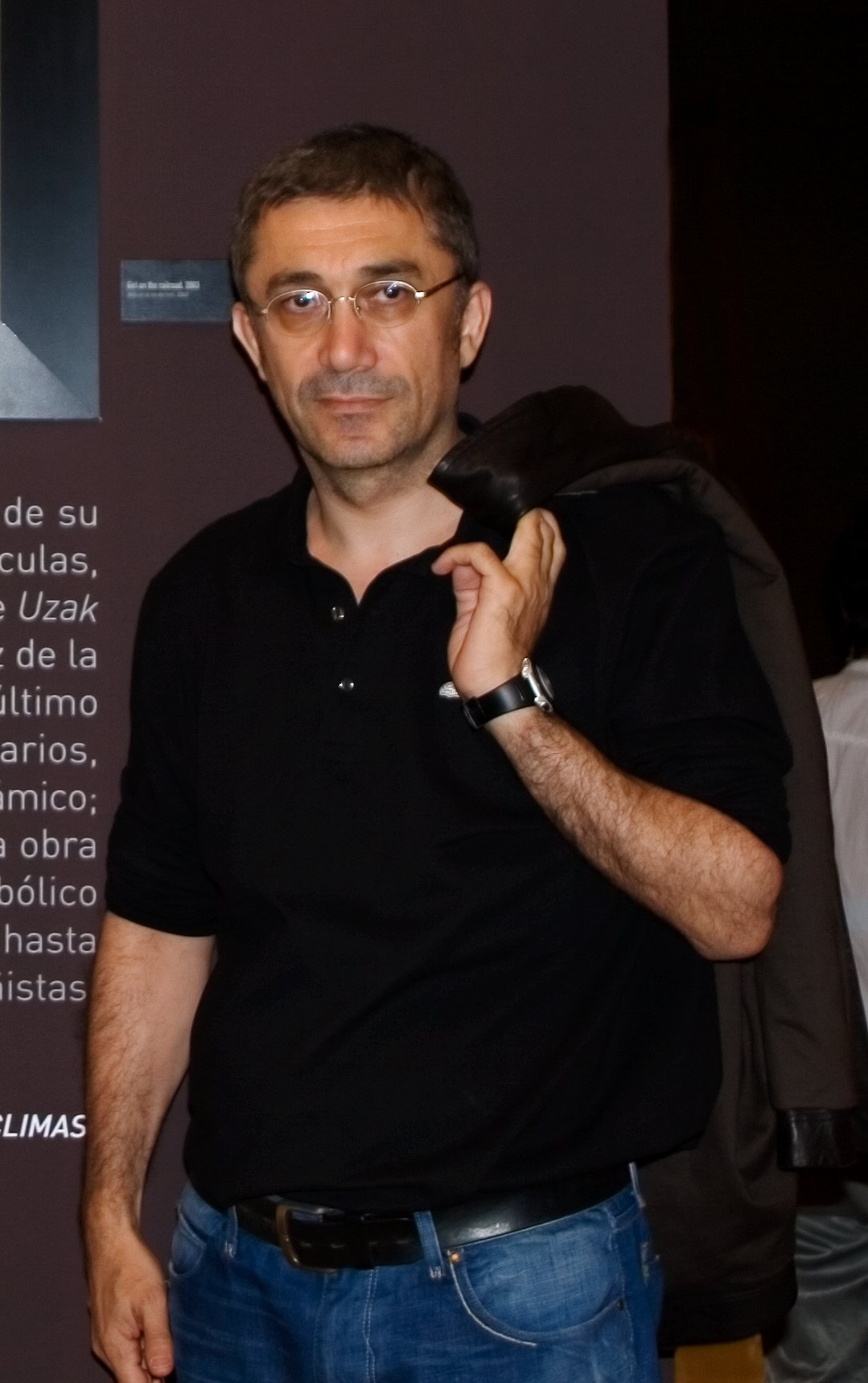
Nuri Bilge Ceylan, 2009.

Nuri Bilge Ceylan, född 26 januari 1959 i Istanbul, är en turkisk filmregissör och manusförfattare. Han utmärker sig med eftertänksamma filmer i ett lugnt tempo. Flera av hans filmer har vunnit priser vid filmfestivalen i Cannes.

## Liv och gärning
Nuri Bilge Ceylan utbildade sig först till ingenjör vid Boğaziçi üniversitesi för att därefter studera film i Istanbul. Hans första kortfilm, Koza från 1995, blev uttagen till kortfilmstävlan vid filmfestivalen i Cannes. Långfilmsdebuten Kasaba från 1998 fick även den festivalframgångar, men det stora internationella genombrottet var Mayıs sıkıntısı, som visades i huvudtävlan vid filmfestivalen i Berlin 2000. Filmen visade prov på Ceylans lugna och eftertänksamma stil och föranledde jämförelser med Yasujirō Ozu och Ingmar Bergman. Ceylans följande fyra filmer, Uzak (2002), Årstider (2006), De tre aporna (2008) och Bir zamanlar Anadolu'da (2011), visades alla i huvudtävlan i Cannes, och alla fyra fick priser vid festivalen. Vid filmfestivalen i Cannes 2014 fick han Guldpalmen och FIPRESCI-priset för filmen Vinterdvala.

## Filmregi
- Koza (1995) - kortfilm
- Kasaba (1998)
- Mayıs sıkıntısı (1999)
- Uzak (2002)
- Årstider (İklimler) (2006)
- De tre aporna (Üç maymun) (2008)
- Bir zamanlar Anadolu'da (2011)
- Vinterdvala (Kış uykusu, 2014)
- Det vildväxande päronträdet (Ahlat ağacı, 2018)
- Sommar utan vår (Kuru Otlar Üstüne, 2023)

## Utmärkelser i urval
- 1999: Bästa regi vid filmfestivalen i Antalya för Mayıs sıkıntısı
- 2002: Bästa film, regi och manus vid filmfestivalen i Antalya för Uzak
- 2003: Juryns stora pris vid filmfestivalen i Cannes för Uzak
- 2006: Bästa regi vid filmfestivalen i Antalya för Årstider
- 2006: FIPRESCI-priset vid filmfestivalen i Cannes för Årstider
- 2008: Bästa regi vid filmfestivalen i Cannes för De tre aporna
- 2011: Juryns stora pris vid filmfestivalen i Cannes för Bir zamanlar Anadolu'da
- 2014: Guldpalmen och FIPRESCI-priset vid filmfestivalen i Cannes för Vinterdvala